# Le Cinéma Club
Le Cinéma Club (lit. ‘El club del cinema’) és un lloc web de difusió de cinema. Cada setmana ofereix el visionatge d'una pel·lícula diferent. Va ser creat per Marie-Louise Khondji el juliol del 2015.
El repertori del web és variat pel que fa al país d'origen, però sobretot al gènere: n'hi ha tant de clàssic com d'independent i fins i tot experimental. També és heterogeni en la duració, atès que mostra tant llargmetratges com curtmetratges. Això no obstant, es posa èmfasi en els directors de cinema novells o emergents, perquè els cal visibilitat per a créixer com a artistes.
A més a més, en l'apartat "In the Cinema Club of...", es recullen recomanacions de cineastes i cinèfils de renom. Entre d'altres, hi han col·laborat personalitats com ara Isabelle Huppert, Bong Joon-ho, Lynne Ramsay, Robert Pattinson, Wes Anderson i Joachim Trier.
El servei és completament gratuït, no apareixen anuncis durant la navegació i no cal registre. La pel·lícula canvia cada divendres.
El 14 de juny del 2019, després d'una pausa, la pàgina va reprendre l'activitat amb el curt Keep It for Yourself de Claire Denis. Amb el suport de la marca Chanel, van redissenyar la plataforma i ampliar-ne el contingut amb entrevistes a futures promeses del cinema, extractes de les anotacions del director Harris Savides i galeries de fotos exclusives, començant per una de Brigitte Lacombe.